# Клочков, Василий Георгиевич
Васи́лий Гео́ргиевич Клочко́в (1911—1941) — советский военнослужащий,
политический руководитель 4-й роты 2-го батальона 1075-го стрелкового полка 316-й стрелковой дивизии 16-й армии Западного фронта, воинское звание — политрук. Герой Советского Союза, награждён орденом Ленина, двумя орденами Красного Знамени.

## Биография
Василий Клочков родился 8 (21) марта 1911 года в селе Синодское (ныне — в Воскресенском районе, Саратовская область). Русский.
Вместе с семьёй переехал на Алтай в 1921 году во время голода в Поволжье. Окончил школу крестьянской молодёжи в селе Локоть Локтевского района в 1929 году. В 1931—1940 годах жил и работал в Мокшане Пензенской области, затем в Саратове.
В 1939 году стал членом ВКП(б). В 1940—1941 годах жил в Алма-Ате. В августе 1940 года окончил Всесоюзный институт заочного обучения Наркомторга СССР. Работал заместителем управляющего трестом столовых и ресторанов города Алма-Аты с мая 1941 года.

## Участие в обороне Москвы
В 1941 году Василия Клочкова по мобилизации призвали в Красную Армию и отправили на фронт, в октябре — ноябре 1941 года он в составе 316-й стрелковой дивизии сражался под Москвой, на Волоколамском направлении. Назначен политруком 4-й роты 2-го батальона 1075-го стрелкового полка (командир роты — капитан П. М. Гундилович).
Генерал-майор А. А. Лобачёв вспоминает, что «3 ноября созывался партийный актив в панфиловской дивизии», где выступал и политрук роты Клочков:

Четвёртая рота вместе с артиллеристами дважды отбрасывала врага. Но немцы прорвались справа. Роту отвели на высоту 233,6, в километре восточнее опорного пункта. Здесь сумели подбить шесть танков. Я, например, скажу о Якове Бондаренко… Чудесный парень, храбро дерется, не боится опасности! Почему не боится? Потому, что научился презирать врага. Фашисты собрались завтракать в Волоколамске, а ужинать в Москве. Мы их решили накормить раньше. Ни один взвод не дрогнул! Когда пошли танки, встретили бутылками и гранатами. Слева поддержала пушка. Они пошли второй раз. Мы пропустили танки через траншею и начали бой с фашистской пехотой. Я считаю, что в роте у нас все большевики!— Лобачёв А. А. Трудными дорогами. — М.: Воениздат, 1960.
По словам А. А. Лобачёва, «зал встретил эти слова аплодисментами».

### Бой у разъезда Дубосеково
16 ноября 1941 года у разъезда Дубосеково Волоколамского района Московской области во главе группы истребителей танков участвовал в отражении многочисленных атак противника. Было уничтожено 18 вражеских танков (однако, согласно донесению командира полка полковника Капрова, весь 1075-й стрелковый полк 16 ноября 1941 года уничтожил 15 танков, а в немецких военных архивах значатся 13 танков, потерянных в этот день 11-й танковой дивизией 4-й танковой группой Вермахта, наступавшей под Волоколамском). Слова, обращённые к бойцам: «Велика Россия, а отступать некуда — позади Москва!» — приписываемые ему, стали известны на всю страну. Во время боя Василий Клочков погиб, бросившись под вражеский танк со связкой гранат. Был похоронен на месте сражения, затем перезахоронен в двух километрах от места боя в деревне Нелидово.
Из стенограммы беседы с И. Р. Васильевым, записанной в госпитале в Москве 22 декабря 1942 года:

16-го числа часов в 6 утра немец стал бомбить наш правый и левый фланги, и нам доставалось порядочно. Самолётов 35 нас бомбило.
После воздушной бомбардировки колонна автоматчиков из д. Красиково вышла… Потом сержант Добробабин, помкомвзвода был, свистнул. Мы по автоматчикам огонь открыли… Это было часов в 7 утра… Автоматчиков мы отбили… Уничтожили человек под 80.
После этой атаки политрук Клочков подобрался к нашим окопам, стал разговаривать. Поздоровался с нами. «Как выдержали схватку?» — «Ничего, выдержали». Говорит: «Движутся танки, придётся ещё схватку терпеть нам здесь… Танков много идёт, но нас больше. 20 штук танков, не попадёт на каждого брата по танку».
Мы все обучались в истребительном батальоне. Ужаса сами себе не придавали такого, чтобы сразу в панику удариться. Мы в окопах сидели. «Ничего, — говорит политрук, — сумеем отбить атаку танков: отступать некуда, позади Москва».
Приняли бой с этими танками… Команду политрук подавал: «Принять бой с танками, вылезти из окопов!»… Мы эту атаку отбили, 15 танков уничтожили. Танков 5 отступили в обратную сторону в деревню Жданово… В первом бою на моём левом фланге потерь не было.
Политрук Клочков заметил, что движется вторая партия танков, и говорит: «Товарищи, наверное, помирать нам здесь придётся во славу Родины. Пусть Родина узнает, как мы дерёмся, как мы защищаем Москву. Москва — сзади, отступать нам некуда»… Когда приблизилась вторая партия танков, Клочков выскочил из окопа с гранатами. Бойцы за ним…

Указом Президиума Верховного Совета СССР «О присвоении звания Героя Советского Союза начальствующему и рядовому составу Красной Армии» от 21 июля 1942 года посмертно удостоен звания Героя Советского Союза с награждением орденом Ленина и медалью «Золотая Звезда»:
за образцовое выполнение боевых заданий командования на фронте борьбы с немецкими захватчиками и проявленные при этом отвагу и геройство»

## Память

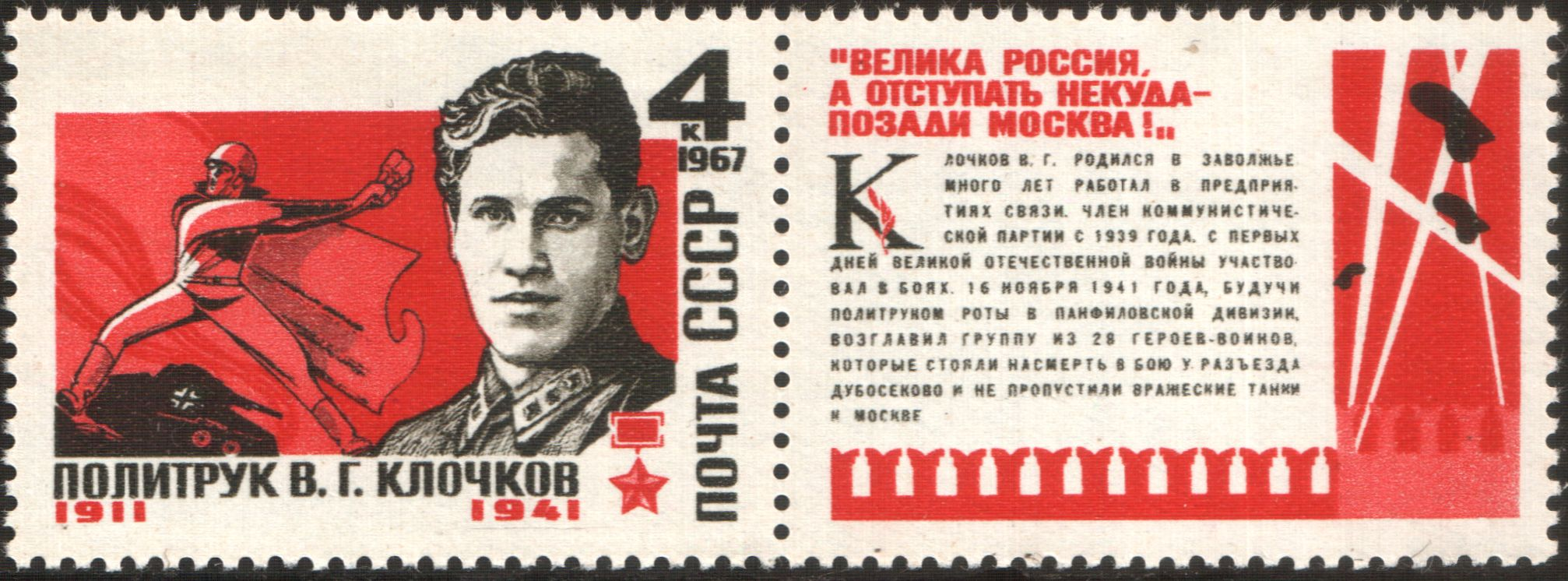
Почтовая марка СССР, 1967 год.

Памятник Клочкову В. Г. Саратов

Памятник В. Г. Клочкову, Синодское (Саратовская область)

- В родном для Василия Клочкова селе Синодском (Саратовская область) ему установлен памятник, открытие 30.04.2010.[5]
- В 1958 году он был навечно зачислен в списки одной из воинских частей. Именем Василия Клочкова названы улицы в Москве, Алма-Ате, Саратове, Вольске, Харькове. Его имя было присвоено теплоходу[2].
- В 1966 году в Москве в честь панфиловцев была названа улица в районе Северное Тушино (улица Героев-панфиловцев), где установлен монумент.
- В их честь в 1975 году также был сооружён мемориал в Дубосеково.
- В деревне Нелидово установлен памятник и открыт Музей героев-панфиловцев. В городе Алма-Ате, родном для панфиловцев, есть парк имени 28 гвардейцев-панфиловцев, в котором расположен монумент в их честь.
- В городе Саратове на улице Клочкова во дворе СОШ № 97 стоит бюст Клочкова, также установлен памятник на улице Международной 24 при входе в Саратовский филиал Российского торгово-экономического университета.[6]
- Упоминание о 28 «самых храбрых сынах» Москвы вошло также в песню «Дорогая моя столица», ныне являющуюся гимном Москвы.
- В городе Алма-Ате именем Клочкова названа средняя школа № 23, которая стоит на месте, на котором формировалось его подразделение.
- В 1967 году была выпущена почтовая марка СССР, посвящённая Клочкову.
- В городе Новоалтайске Алтайского края именем героя-панфиловца названа улица в районе Чесноковка.
- В селе Николаевка Локтевского района Алтайского края именем Клочкова названы улица и школа.

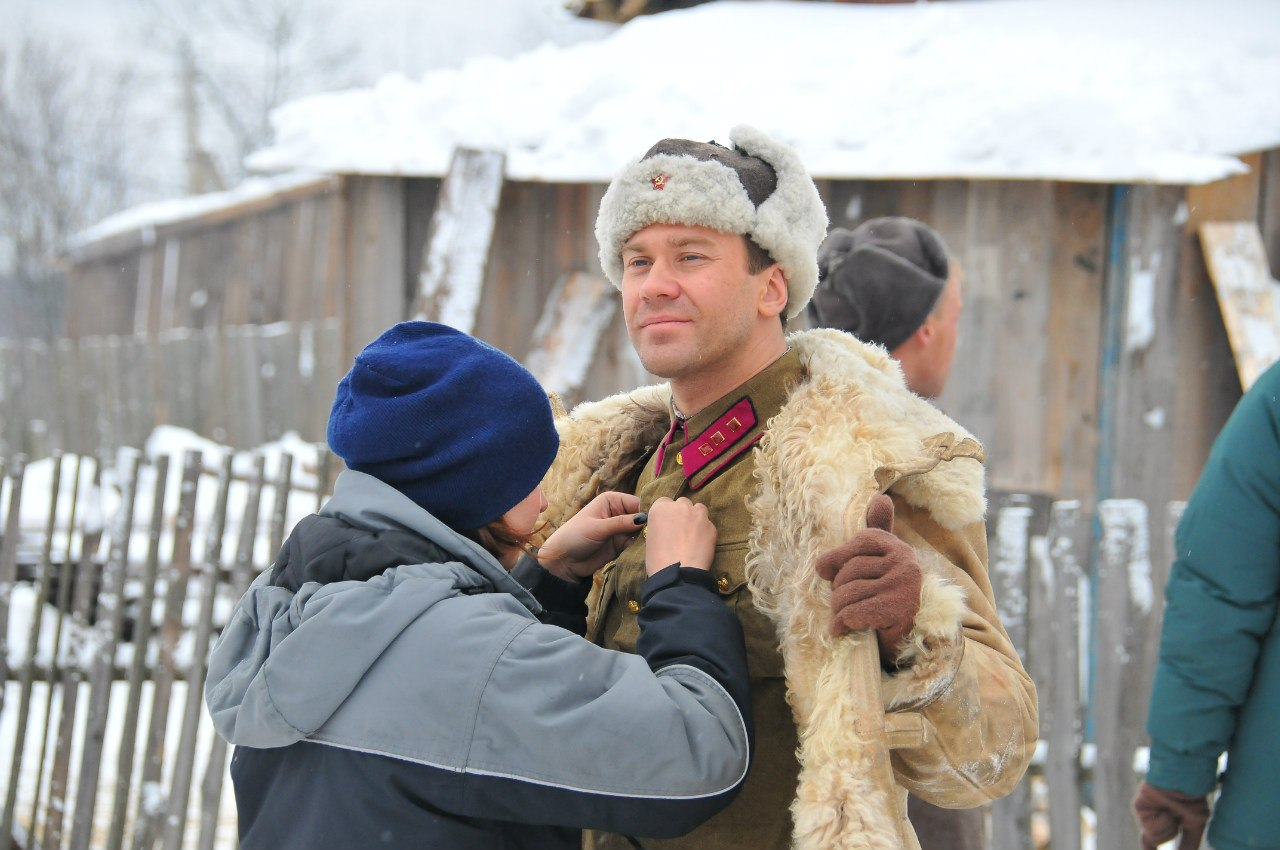
Алексей Морозов в роли Клочкова в фильме «28 панфиловцев»

- В 1985 году ЦСДФ был выпущен документальный фильм «Политрук Клочков» (режиссёр Г. Красков, сценарий Г. Красков, В. Осипов)[7].
- В 1985 году в киноэпопее Юрия Озерова «Битва за Москву» роль Клочкова сыграл заслуженный артист РФ Александр Воеводин.
- В России в 2013 году имя Клочкова носят 4 деревни, 14 улиц и 4 переулка[8].
- В Казахстане в честь В. Г. Клочкова названо село Клочково, Камыстинского района, Костанайской области, там же установлен бюст героя.

В городе Темиртау Карагандинской области носит имя улица Клочкова.
- В 2015 году в художественном фильме «Последний рубеж» роль Клочкова сыграл Алексей Демидов.
- В 2016 году в художественном фильме «28 панфиловцев» роль Клочкова сыграл Алексей Морозов.

## Крылатое выражение
Знаменитая фраза «Велика Россия, а отступать некуда!» приписывается Клочкову недокументированно, по передаче других лиц. Впервые фраза была приведена в статье А. Кривицкого «О 28 павших героях», опубликованной в газете «Красная звезда» 22 января 1942 года. В первой статье Кривицкого о панфиловцах, опубликованной в той же газете 28 ноября 1941 года, комиссар Клочков произносит другую фразу: «Ни шагу назад!».

В 1948 году во время расследования Главной военной прокуратурой обстоятельств боя журналист сообщил, что слова политрука были выдуманы им самим. Согласно справке-докладу «О 28 панфиловцах», подготовленной главным военным прокурором ВС СССР Н. П. Афанасьевым в 1948 году, фраза, приписываемая Клочкову, на самом деле выдумана Кривицким, как и прочие подробности легендарного боя. Сам Кривицкий показал: 
Приехав в Москву, я написал в газету подвал под заголовком «О 28 павших героях»; подвал был послан на визу в ПУР. При разговоре в ПУР’е с тов. Крапивиным он интересовался, откуда я взял слова политрука Клочкова, написанные в моём подвале: «Россия велика, а отступать некуда — позади Москва» — я ему ответил, что это выдумал я сам. Подвал был помещён в «Красной звезде» от 22 января 1942 г. Здесь я использовал рассказы Гундиловича, Капрова, Мухамедьярова, Егорова. В части же ощущений и действий 28 героев — это мой литературный домысел. Я ни с кем из раненых или оставшихся в живых гвардейцев не разговаривал.
Однако, согласно исследованию писателя В. О. Осипова и свидетельствам бойцов панфиловской дивизии, утверждается, что авторство фразы «Велика Россия, а отступать некуда — позади Москва!» принадлежит именно политруку Клочкову, а не корреспонденту Кривицкому: сохранились личные письма Клочкова жене, в которых он выражал свои чувства особой ответственности за Москву именно в таких выражениях, кроме того, примерно такие же призывы печатались в обращениях Панфилова к солдатам дивизии и в номерах дивизионной газеты.

В стихотворении «Бородино» М. Ю. Лермонтова, написанном в 1837 году, один из героев произносит похожие слова, вселяя в солдат уверенность в своей победе:
Ребята! Не Москва ль за нами? Умрёмте ж под Москвой, как наши братья умирали!